# Demivierge
Als Demivierge oder Demi-Vierge (dəmiˈvjɛrʒ, aus dem Französischen von demi, halb, und vierge, Jungfrau) bezeichnet man ein Mädchen oder eine junge Frau, die sich in Bezug auf Männer bereits wie eine sexuell erfahrene Frau verhält, aber noch keinen vaginalen Geschlechtsverkehr hatte.
Die Figur wird oft als Verführerin oder als Verlockung des älteren Mannes dargestellt, die diesen reizt, aber die er nie wirklich besitzen kann. Die Ambivalenz wird unterstrichen durch die Verknüpfung von physischer Jungfräulichkeit mit „unkeuschen Vorstellungen“. Die „Halbjungfrau“ gehört nach Lissy Winterhoff zum literarischen Frauentypus der fragilen Frau, zu der auch die „femme enfant“ (Kindfrau), die „femme incompris“ (unverstandene Frau) und das „süße Mädel“ gehören. Der Begriff geht vermutlich auf den Roman Les Demi-Vierges (Paris 1894; deutsch: Halbe Unschuld. München 1901) von Marcel Prévost zurück. Er wurde von Anton Lindner in seinem Werk Die Barrisons von 1897 übernommen, das, als Übersetzung aus dem Französischen getarnt, die fiktiven Schicksale der damals populären Tänzerinnengruppe Barrison Sisters schilderte. Eduard Stucken veröffentlichte 1898 in seinem Gedichtband Balladen ein Gedicht mit dem Titel Demi-vierge. Zu Beginn des 20. Jahrhunderts fand er Eingang in die Umgangssprache und inzwischen auch in die Wissenschaftssprache. Im Türkischen wird zwischen der völlig unerfahrenen Jungfrau und der Yarım Başak, der halben Jungfrau, unterschieden.